# بليكسة ثمانية الأسدية
بليكسة ثمانية الأسدية (الاسم العلمي:Blyxa octandra) هي نوع من النباتات يتبع جنس البليكسة من الفصيلة الحب المائية.